# Château d'Hattonchâtel
Le château d'Hattonchâtel est un édifice situé à Vigneulles-lès-Hattonchâtel, dans l'ancienne commune française d'Hattonchâtel, dans le département de la Meuse en région Grand Est.

## Histoire
Les façades et les toitures des bâtiments, les vestiges des fortifications et la salle dite des Burgraves sont inscrits au titre des monuments historiques par arrêté du 25 juin 1986.
Le site fut construit en 860 par Hatton, évêque de Verdun, dont il porte le nom, sur un promontoire rocheux dominant le plateau de Woëvre. L'établissement devint le principal fief des évêques et l'emplacement de leur hôtel de la monnaie jusqu'en 1546. En 1636, les Suédois qui battaient en retraite assiégèrent et brûlèrent la majeure partie du village. Il produisit l'ultime château troubadour de Lorraine, un pastiche qui utilisait des vestiges de l'édifice du XIe siècle. 
Le site date du Moyen Age, il fut ravagé par les combats de 1918 et complétement restauré entre 1923 et 1928 par l'architecte Henri Jacquelin avec un pastiche reprenant des vestiges datant du XIe siècle.
Les travaux ont été financés par la bienfaitrice américaine Belle Skinner.
Le musée Louise-Cottin au château d'Hattonchâtel conserve une partie des œuvres de l'artiste car elle y résida un temps.
Le château est géré comme un hôtel, un centre de mariage et de congrès.